# اولریکا کلته
اولریکا کلته (انگلیسی: Ulrika Kalte؛ زادهٔ ۱۹ مهٔ ۱۹۷۰) بازیکن فوتبال اهل سوئد است.
از باشگاه‌هایی که در آن بازی کرده‌است می‌توان به باشگاه فوتبال هامارابی و دیوری گردن اشاره کرد.
وی همچنین در تیم ملی فوتبال زنان سوئد بازی کرده‌است.